# Harry Potter y la piedra filosofal (videojuego)
Harry Potter y la piedra filosofal (título original en español: Harry Potter and the Philosopher's Stone, excepto en Estados Unidos, donde se tituló Harry Potter and the Sorcerer's Stone) es el título de cinco videojuegos distintos. Las primeras cuatro versiones fueron lanzadas en 2001 por Electronic Arts para las plataformas PC, Game Boy Color, Game Boy Advance, y para PlayStation. La versión de la PC fue lanzada para Mac OS X por Aspyr en el año 2002. Otra versión, para las consolas Nintendo GameCube, PlayStation 2, y Xbox, fue lanzada al mercado en 2003. A pesar de ser videojuegos verdaderamente diferentes, tienen algunas características en común, como la utilización del hechizo Flipendo, un hechizo que no se incluyó en los libros y en las películas. El juego está basado en la novela de J. K. Rowling Harry Potter y la piedra filosofal, la primera novela de la serie Harry Potter. La mayoría de las críticas de los videojuegos fueron más bien negativas, debido a la simple jugabilidad que era para la audiencia más joven.

## Versiones
| Distribuidor    | Año  | Plataforma       | Tipo                      | Calificación de Metacritic | Notas                       |
| --------------- | ---- | ---------------- | ------------------------- | -------------------------- | --------------------------- |
| Electronic Arts | 2001 | MS Windows       | Videojuego de plataformas | 65%                        |                             |
| Aspyr           | 2002 | Mac OS X         | Juego de rol              | (no disponible)            | La misma versión de Windows |
| Electronic Arts | 2001 | Game Boy Color   | Juego de rol              | (no disponible)            |                             |
| Electronic Arts | 2001 | Game Boy Advance | Aventura-acertijo         | 64%                        |                             |
| Electronic Arts | 2003 | GameCube         | Aventura de acción        | 62%                        |                             |
| Electronic Arts | 2001 | PlayStation      | Juego de rol              | 64%                        |                             |
| Electronic Arts | 2003 | PlayStation 2    | Aventura de acción        | 56%                        |                             |
| Electronic Arts | 2003 | Xbox             | Aventura de acción        | 59%                        |                             |

### Versiones de GameCube, PlayStation 2, y Xbox
Un nuevo videojuego de Harry Potter y la piedra filosofal fue hecho para nuevas consolas en 2003, un par de años después del lanzamiento de las versiones originales. Tuvo un tipo de jugabilidad muy diferente, y fue producido por Warthog Games. Fue criticado por tomar todos los hechizos de La cámara secreta. Pero, por otro lado, usaron mucha imaginación en los desafíos de hechizos y otros niveles y locaciones, y se basaron muy poco en los eventos ocurridos tanto en el libro como en la película.

### Game Boy Color
El juego de Game Boy Color es un juego de rol, similar a juegos como Final Fantasy. El jugador controla a Harry, comenzando en la parte en que Hagrid lo lleva al Callejón Diagon. Sigue estrictamente el argumento del libro, con todas las escenas en que en el libro se podría jugar, exceptuando con haber agregado manadas de monstruos como ratas, murciélagos y arañas que pasean por los lugares en que se juega. Los hechizos son usados para el combate, en lugar de interactuar con el medio ambiente.

### Game Boy Advance
El juego de Game Boy Advance es totalmente diferente al juego de Game Boy Color. La versión de Game Boy Advance consiste en un videojuego de acertijo. El jugador debe explorar Hogwarts, y deben asistir a clases que incluyen a menudo un desafío que consiste en reunir un cierto número de cosas, tales como estrellas de desafío o ingredientes para pociones. El juego presenta a monstruos conocidos de otros juegos de la serie, como los caracoles y los gnomos.

### PlayStation
La versión del videojuego para PlayStation es un videojuego de acertijo, no obstante, también ofrece combate con varias criaturas y los malos de la saga, desde Draco Malfoy hasta el encuentro final con Lord Voldemort. El hechizo Flipendo se usa con ambos enemigos y objetos que se encuentran alrededor del medio. Muchos otros hechizos se enseñan durante las lecciones dadas por los maestros de la escuela.

## Argumento
Harry Potter, un chico huérfano de once años de edad que vive con sus indiferentes, negligentes y temerosos a la magia tía y tío, descubre que es un mago y se va de su casa para asistir al Colegio Hogwarts de Magia y Hechicería. En el transcurso del año, aprende los hechizos que le ayudarán a enfrentar al hechicero más terrible del mundo, lord Voldemort.